# Yared Asmerom
Yared Asmerom Tesfit (Asmara, 4 februari 1980) is een Eritrese langeafstandsloper, die zich heeft gespecialiseerd in de marathon. Hij was de eerste atleet uit Eritrea die de marathon binnen 2 uur en 20 minuten liep. Hij nam tweemaal deel aan de Olympische Spelen, maar won hierbij geen medailles.

## Loopbaan
In 2005 finishte Asmerom als vijfde op het halve marathon en werd 25e op de marathon tijdens de wereldkampioenschappen in Edmonton. In 2006 deed hij wederom mee aan het WK op de weg, maar haalde de finish niet.
Op de WK in 2007 in Osaka werd Asmerom vierde op de marathon in een tijd van 2:17.41. Eerder dat jaar liep hij zijn persoonlijk record van 2:15.14 op de marathon van Hamburg. Op de Olympische Spelen van 2008 in Peking werd hij achtste in 2:11.11. 
In 2011 verbeterde hij zijn persoonlijk record tot 2:07.27 bij de Chosunilbo Chuncheon International Marathon. Deze wedstrijd werd gewonnen door Stanley Biwott in 2:07.30. In 2012 behaalde hij bij de Olympische Spelen in Londen met een tijd van 2:15.24 een negentiende plaats overall. 

## Persoonlijke records
| Onderdeel      | Prestatie | Datum            | Plaats    |
| -------------- | --------- | ---------------- | --------- |
| halve marathon | 1:00.28   | 31 maart 2007    | Azpeitia  |
| 25 km          | 1:14.43   | 24 augustus 2008 | Peking    |
| 30 km          | 1:30.16   | 2 maart 2008     | Otsu      |
| marathon       | 2:07.27   | 23 oktober 2011  | Chuncheon |

## Palmares

### 10 Engelse Mijl
- 2007: 4e Great South Run - 47.54

### 20 km
- 2006: DNF WK

### halve marathon
- 2004: 39e WK - 1:07.48
- 2005: 9e WK - 1:02.44
- 2012: 8e halve marathon van Lissabon - 1:03.43
- 2013: 9e halve marathon van Portugal - 1:03.24

### marathon
- 2004:  marathon van San Sebastián - 2:16.45
- 2005: 10e marathon van Madrid - 2:21.30
- 2005: 25e WK - 2:18.46
- 2006: 13e marathon van Hamburg - 2:15.36
- 2007: 16e marathon van Hamburg - 2:15.14
- 2007: 4e WK - 2:17.41
- 2008:  marathon van Lake Biwa - 2:08.34
- 2008: 8e OS - 2:11.11
- 2009:  marathon van Lake Biwa - 2:10.49
- 2010: 5e marathon van Seoel - 2:11.46
- 2011: 19e marathon van Frankfurt - 2:14.07
- 2011:  marathon van Chuncheon - 2:07.03
- 2012: 19e OS - 2:15.24
- 2013: 7e marathon van Londen - 2:08.22
- 2013: DNF WK
- 2014: 8e Marathon van Fukuoka - 2:10.09